# Лист Ейнштейна Рузвельту

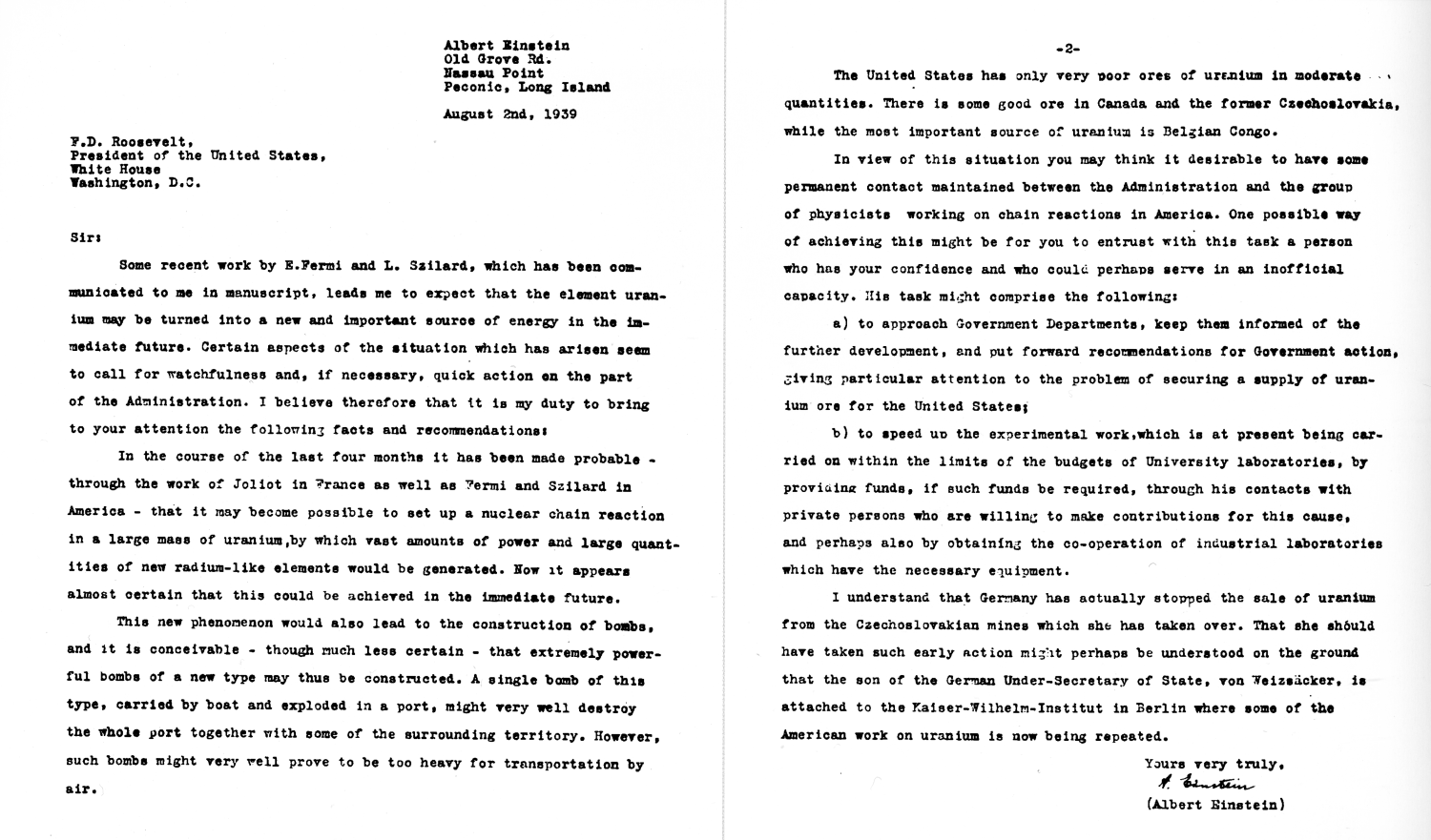
Факсиміле листа Ейнштейна-Сіларда

Лист Ейнштейна-Сіларда — лист, написаний Лео Сілардом і підписаний Альбертом Ейнштейном, який був надісланий президенту Сполучених Штатів Франкліну Д. Рузвельту 2 серпня 1939 року. Лист, написаний Сілардом у консультації з іншими угорськими фізиками Едвардом Теллером і Юджином Вігнером, попереджав, що Німеччина може розробити атомні бомби, і пропонував Сполученим Штатам розпочати власну ядерну програму. Це спонукало Рузвельта до дій, які зрештою призвели до розробки перших атомних бомб у Манхеттенському проекті.

## Походження
Отто Ган і Фріц Штрассманн повідомили про відкриття ядерного поділу в урані в журналі Die Naturwissenschaften за 6 січня 1939 року, а Ліза Мейтнер у номері Nature за 11 лютого 1939 року визначила це як ядерний поділ. Це викликало великий інтерес серед фізиків. Датський фізик Нільс Бор приніс цю новину до Сполучених Штатів, і США відкрили П’яту Вашингтонську конференцію з теоретичної фізики разом з Енріко Фермі 26 січня 1939 року. Результати були швидко підтверджені фізиками-експериментаторами, особливо Фермі та Джоном Р. Даннінгом з Колумбійського університету.
Угорський фізик Лео Сілард зрозумів, що нейтронний поділ важких атомів можна використати для створення ланцюгової ядерної реакції, яка може давати величезну кількість енергії для виробництва електроенергії або атомних бомб. Він вперше сформулював і запатентував таку ідею, живучи в Лондоні в 1933 році, прочитавши зневажливі зауваження Ернеста Резерфорда про генерацію енергії в експерименті його команди 1932 року з використанням протонів для розщеплення літію. Однак Сіларду не вдалося здійснити керовану нейтронами ланцюгову реакцію з багатими нейтронами легкими атомами. Теоретично, якщо кількість вторинних нейтронів, утворених у ланцюговій реакції, керованій нейтронами, була більшою за один, то кожна така реакція могла б викликати кілька додаткових реакцій, створюючи експоненціально зростаючу кількість реакцій.
Сілард об’єднався з Фермі, щоб побудувати ядерний реактор із природного урану в Колумбійському університеті, де Джордж Б. Пеграмочолював фізичний факультет. Існували розбіжності щодо того, чи відбувається поділ ураном-235, який становить менше одного відсотка природного урану, чи більш поширеним ізотопом урану-238, як стверджував Фермі. Фермі та Сілард провели серію експериментів і дійшли висновку, що ланцюгова реакція в природному урані може бути можливою, якщо вони знайдуть відповідний сповільнювач нейтронів. Вони виявили, що атоми водню у воді сповільнюють нейтрони, але мають тенденцію захоплювати їх. Тоді Сілард запропонував використовувати вуглець як сповільнювач. Потім для створення реактора їм знадобилася велика кількість вуглецю та урану. Сілард був переконаний, що вони досягнуть успіху, якщо зможуть отримати матеріали.
Сілард був стурбований тим, що німецькі вчені також можуть спробувати цей експеримент. Німецький фізик-ядерник Зігфрід Флюгге опублікував дві впливові статті про використання ядерної енергії в 1939 році. Після обговорення цієї перспективи з колегою-угорським фізиком Юджином Вігнером вони вирішили, що їм слід попередити бельгійців, оскільки Бельгійське Конго було найкращим джерелом уранової руди. Вігнер припустив, що Альберт Ейнштейн може бути підходящою людиною для цього, оскільки він знав бельгійську королівську родину. Сілард добре знав Ейнштейна; між 1926 і 1930 роками він працював з Ейнштейном над розробкою холодильника Ейнштейна.

## Лист
12 липня 1939 року Сілард і Віґнер поїхали на машині Віґнера в Катчог на Лонг-Айленді в Нью-Йорку, де зупинявся Ейнштейн. Коли вони розповіли про можливість атомних бомб, Ейнштейн відповів: "Daran habe ich gar nicht gedacht" ("Я навіть не думав про це"). Сілард продиктував листа німецькою мовою послу Бельгії в Сполучених Штатах. Віґнер записав, а Ейнштейн підписав. За пропозицією Віґнера вони також підготували лист для Державного департаменту, в якому пояснювали, що вони роблять і чому, і дали йому два тижні на відповідь, якщо у нього є якісь заперечення.
Це залишало проблему отримання державної підтримки для досліджень урану. Інший друг Сіларда, австрійський економіст Густав Столпер, запропонував звернутися до Александра Сакса, який мав доступ до президента Франкліна Д. Рузвельта. Сакс сказав Сіларду, що він уже говорив з президентом про уран, але Фермі та Пеграм повідомили, що перспективи створення атомної бомби віддалені. Він сказав Сіларду, що доставить листа, але припустив, щоб він надійшов від когось більш престижного. Для Сіларда Ейнштейн знову був очевидним вибором. Сакс і Сілард склали лист, повний орфографічних помилок, і відправили його Ейнштейну.
Сілард також знову вирушив на Лонг-Айленд 2 серпня. Віґнер був недоступний, тож цього разу Сілард доручив іншому угорському фізику Едварду Теллеру керувати автомобілем. Отримавши чернетку, Ейнштейн продиктував лист спочатку німецькою мовою. Повернувшись до Колумбійського університету, Сілард продиктував листа англійською молодій стенографістці факультету Джанет Коутсворт. Пізніше вона згадувала, що коли Сілард згадав про надзвичайно потужні бомби, вона "була впевнена, що працює за дурня". Закінчення листа словами "З повагою, Альберт Ейнштейн" не змінило цього враження. І лист англійською мовою, і довший пояснювальний лист потім відправили Ейнштейну для підпису.

Лист від 2 серпня, адресований президенту Рузвельту, попереджав, що:
«Протягом останніх чотирьох місяців завдяки роботі Фредеріка Жоліо-Кюрі у Франції, а також Фермі та Сіларда в Америці стало ймовірним, що може стати можливим створити ядерну ланцюгова реакція у великій масі урану, за допомогою якої буде створена величезна кількість енергії та велика кількість нових радійподібних елементів.Тепер здається майже впевненим, що цього можна буде досягти в найближчому майбутньому.

Це нове явище також призведе до створення бомби, і можна припустити – хоча й менш певно – що таким чином можуть бути створені надзвичайно потужні бомби нового типу. Одна бомба такого типу, перевезена човном і вибухнула в порту, цілком може знищити весь порт разом із частиною навколишньої території. Однак такі бомби цілком можуть виявитися занадто важкими для транспортування повітрям».
Він також спеціально попередив про Німеччину:
«Я розумію, що Німеччина фактично припинила продаж урану з чехословацьких копалень, які вона захопила. Те, що вона повинна була вжити таких ранніх заходів, можливо, можна зрозуміти на тій підставі, що син заступника державного секретаря Німеччини [ [Карл Фрідріх фон Вайцзекер|фон Вайцзеккер]] працює в Інституті кайзера Вільгельма в Берліні, де зараз повторюються деякі американські роботи з урану».
На момент написання листа кількість матеріалу, необхідного для ланцюгової реакції поділу, становила кілька тонн. Через сім місяців прорив у Британії оцінив необхідну критичну масу менше 10 кілограмів, що зробило можливим доставку бомби по повітрю.

## Доставка

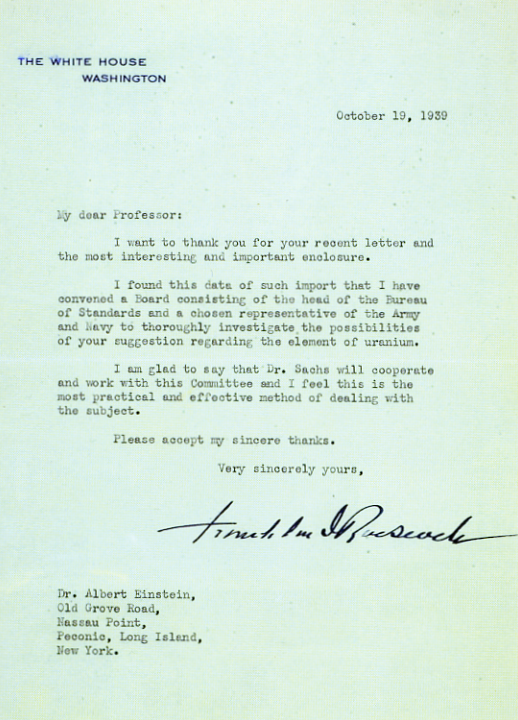
Відповідь Рузвельта

Лист Ейнштейна-Сіларда був підписаний Ейнштейном і відправлений назад Сіларду, який отримав його 9 серпня. 15 серпня Сіллард передав Саксу як короткий, так і довгий листи разом із власним листом. Сакс звернувся до співробітників Білого дому з проханням про зустріч з президентом Рузвельтом, але до того, як її вдалося встановити, адміністрація опинилася втягнутою в кризу через вторгнення Німеччини до Польщі, яке почало Другу світову війну.  Сакс відклав своє призначення до жовтня, щоб президент приділив листу належну увагу, забезпечивши призначення на 11 жовтня. Того дня він зустрівся з президентом, секретарем президента, бригадним генералом Едвіном «Па» Уотсоном і двома експертами з боєприпасів, підполковником армії Кітом Ф. Адамсоном і командувачем ВМС Гілбертом К. Гувером. Рузвельт резюмував розмову так: "Алекс, ти хочеш, щоб нацисти нас не підірвали".

Рузвельт надіслав відповідь, подякувавши Ейнштейну та повідомивши, що:
«Я знайшов ці дані настільки важливими, що скликав раду, що складається з керівника Бюро стандартів і вибраного представника армії та флоту, щоб ретельно вивчити можливості вашої пропозиції щодо елемента урану».
Ейнштейн надіслав ще два листи Рузвельту, 7 березня 1940 року та 25 квітня 1940 року, закликаючи до дій щодо ядерних досліджень. Сілард підготував для підпису Ейнштейна четвертий лист, який закликав президента зустрітися з Сілардом для обговорення політики щодо ядерної енергії. Датований 25 березня 1945 року, він не дійшов до Рузвельта до його смерті 12 квітня 1945 року.

## Результати
Рузвельт вирішив, що лист вимагає вжиття заходів, і дозволив створити Консультативний комітет з урану. Комітет очолював Лайман Джеймс Бріггс, директор Бюро стандартів (нині Національний інститут стандартів і технологій), іншими членами були Адамсон і Гувер. Вперше він зібрався 21 жовтня. На зустрічі також були присутні Фред Л. Молер з Бюро стандартів, Річард Б. Робертс з Інституту Карнегі у Вашингтоні та Сілард, Теллер і Вігнер. Адамсон скептично ставився до перспективи створення атомної бомби, але був готовий дозволити 6000 доларів США (100 000 доларів США в поточному розрахунку) на закупівлю урану та графіту для експерименту Сіларда та Фермі.
Консультативний комітет з урану був початком зусиль уряду США щодо розробки атомної бомби, але він не рішуче продовжував розробку зброї. У 1940 році він був замінений, а потім Управлінням наукових досліджень і розробок у 1941 році. Меморандум Фріша-Пайерлза та звіти Британської Мод зрештою спонукали Рузвельта дозволити повномасштабну розробку. у січні 1942 р. У червні 1942 р. роботу з дослідження ядерного поділу взяв на себе Манхеттенський округ Інженерний корпус армії США, який керував всеосяжною програмою розробки бомби, відомою як Манхеттенський проект.
Ейнштейн не працював над Манхеттенським проектом. Армія та Ванневар Буш відмовили йому в дозволі на роботу, необхідному в липні 1940 року, заявивши, що його пацифістські нахили та статус знаменитості створюють для нього ризик для безпеки. Принаймні одне джерело стверджує, що Ейнштейн таємно вніс деякі рівняння в Манхеттенський проект.  Ейнштейну було дозволено працювати консультантом Управління боєприпасів ВМС США.  Він не знав про розробку атомної бомби та не мав впливу на рішення щодо її використання. За словами Лайнуса Полінга, Ейнштейн пізніше пошкодував про підписання листа, оскільки це призвело до розробки та використання атомної бомби в бою, додавши, що Ейнштейн виправдовував своє рішення більшою небезпекою того, що нацистська Німеччина розробить бомбу першою. У 1947 році Ейнштейн сказав журналу Newsweek, що "якби я знав, що німцям не вдасться створити атомну бомбу, я б нічого не зробив".